# Aurelius Sängerknaben Calw
Die Aurelius Sängerknaben Calw sind ein deutscher Knabenchor, der 1983 von Hans-Jörg Kalmbach in Calw gegründet wurde.
Der Chor zählt heute zu den bedeutenden Knabenchören Deutschlands.
Künstlerischer Leiter ist seit 2008 Bernhard Kugler als Nachfolger von Johannes Sorg, der die Leitung von 2001 bis 2007 innehatte.
Das Repertoire der Aurelius Sängerknaben Calw umfasst geistliche und weltliche Chormusik in einem sehr breiten Spektrum. Als gemischter Chor treten die Sänger regelmäßig mit Oratorien und A-cappella-Programmen auf.
Der Chor stand vielfach unter der Leitung namhafter Dirigenten, wie beispielsweise Claudio Abbado, Herbert Blomstedt, Pierre Boulez, Sylvain Cambreling, Carl St. Clair, Michael Gielen oder Krzysztof Penderecki.
Zu den bedeutenden Orchestern, mit denen der Chor zusammengearbeitet hat, zählen unter anderem das Chicago Symphony Orchestra, die Wiener Philharmoniker, das Radio-Sinfonieorchester Stuttgart und die Staatskapelle Berlin.
Mitglieder der Aurelius Sängerknaben treten, neben der Chorarbeit, auch solistisch erfolgreich in Erscheinung: So übernahmen Sänger aus den Reihen des Chores Rollen wie etwa die des Miles in Benjamin Brittens The Turn of the Screw, des Hirten in Giacomo Puccinis Tosca , des Fjodor in Modest Mussorgskis Boris Godunow, des Son of Macduff in Ernest Blochs Macbeth oder die des Hirten in Richard Wagners Tannhäuser, ebenso mehrfach das Terzett in Wolfgang Amadeus Mozarts Oper Die Zauberflöte.
Die Calwer Solisten gastierten regelmäßig in großen deutschen Häusern unter anderem an der Staatsoper Berlin, an der Komischen Oper Berlin, an der Oper Frankfurt, am Württembergischen Staatstheater Stuttgart, am Badischen Staatstheater Karlsruhe, beim Würzburger Mozartfest oder bei den Ludwigsburger Schlossfestspielen, sowie auf bekannten internationalen Bühnen wie in Lissabon, Madrid, Nizza, Straßburg und Toulouse.
Die Sängerknaben leben nicht in einer Internatsschule, wie das bei anderen Knabenchören häufig der Fall ist, sondern bei ihren Familien und besuchen die regulären öffentlichen Schulen.
Der Chor ist der städtischen Musikschule in Calw angegliedert und wird finanziell von der Stadt Calw und verschiedenen Sponsoren unterstützt.
Das Domizil der Sängerknaben in Calw ist seit 1999 das sogenannte Georgenäum. Namensgeber des gründerzeitlichen Gebäudes ist der niederländische Generalkonsul für Württemberg, Emil Wilhelm von Georgii-Georgenau, der das Haus 1871 als Bibliothek für die Jugend gestiftet hatte.
Der Name Aurelius bezieht sich auf Aurelius von Riditio, einen frühen Patron des Klosters Hirsau. Das Kloster zählte im Mittelalter zu den bedeutendsten und wirkungsmächtigsten in Südwestdeutschland. Hirsau ist heute ein Stadtteil von Calw.

## Auszeichnungen (Auswahl)
- Record Academy Prize Tokyo 2007 für die CD mit Mahlers 8. Symphonie (Dirigat: Pierre Boulez / Deutsche Grammophon)
- Robert-Edler-Preis  für Chormusik 2007